# Onthophagus quadrimaculatus
Onthophagus quadrimaculatus é uma espécie de inseto do género Onthophagus, família Scarabaeidae, ordem Coleoptera.
Foi descrita cientificamente por Raffray em 1877.